# Parapsilocephala parva
Parapsilocephala parva är en tvåvingeart som först beskrevs av Mann 1933.  Parapsilocephala parva ingår i släktet Parapsilocephala och familjen stilettflugor. Inga underarter finns listade i Catalogue of Life.